# Charles D. B. King
Pour les articles homonymes, voir Charles King.
Charles Dunbar Burgess King (né le 12 mars 1875 à Monrovia et mort le 4 septembre 1961 dans la même ville) est un homme politique américano-libérien.
Membre du  parti unique True Whig hégémonique de 1878 à 1980, Charles D. B. King a été 17e président du Liberia de 1920 à 1930. Procureur général du Liberia de 1904 à 1912 puis secrétaire d'État de 1912 jusqu'à son élection comme président en 1919, King assiste à la conférence de la paix de Paris et accompagne le premier Congrès panafricain tenus cette même année. Bien que partisan modéré de la réforme, il continue à soutenir le clientélisme et la domination du parti True Whig. Il remportera la présidentielle de 1927 avec quinze fois plus de votes sur son nom qu'il n'y avait d'électeurs inscrits et démissionnera en 1930 à la suite d'un rapport international sur la persistance du travail forcé au Libéria impliquant le vice-président et des membres de son gouvernement.

## Biographie

### Présidence (1920-1930)
Président du Liberia durant dix années et, bien que partisan modéré de la réforme, King a continué à soutenir le système du clientélisme et favorisé la domination du parti True Whig, au pouvoir depuis 1878. Il a aidé à établir l'Institut de Washington Booker de l'Agriculture et de l'Industrie à Kakata en 1929.

#### Négociation d'un prêt avec les États-Unis
Au début des années 1920, la crise financière du Liberia avait empiré au point que le président King créa une commission partie aux États-Unis pour résoudre le problème de la dette devenue importante. La commission arriva en mars 1921, peu de temps après la prise de fonction du président Harding. Le Congrès américain avait suspendu tout le crédit et l'extension des prêts étrangers, même si le département d’État était favorable à la demande de la délégation libérienne. Les négociations traînèrent jusqu'au mois d'octobre, période où le Département d’État accorda finalement au Liberia un prêt de cinq millions de dollars.
Le gouvernement des États-Unis sous la présidence Harding a proposé à nouveau (après une tentative faite pendant la Première Guerre mondiale où le président libérien Howard avait demandé à la précédente administration américaine sous Woodrow Wilson) au Congrès un prêt de cinq millions de dollars au Liberia. La Chambre a donné son approbation, mais le Sénat a refusé, créant une grande déception et un sentiment de désespoir parmi les fonctionnaires libériens, qui redoutaient les ambitions britanniques et françaises sur leur pays qui semblaient imparables. Mais le Liberia sera un membre fondateur de la Société des Nations en 1919, et Monrovia a été déterminé à préserver sa souveraineté.

### Exploitation du caoutchouc par Firestone
Firestone Tire and Rubber Company a commencé à exporter du caoutchouc du Liberia en 1934, après avoir obtenu une concession de bail des terres en 1926. L'économie libérienne ne tarda pas à en dépendre. À travers sa filiale Finance Corporation of America, Firestone a également stimulé l'économie libérienne avec un prêt de 5 millions de dollars qui a permis au gouvernement de diminuer sa dette et de financer des améliorations publiques.

### Élection présidentielle de 1927

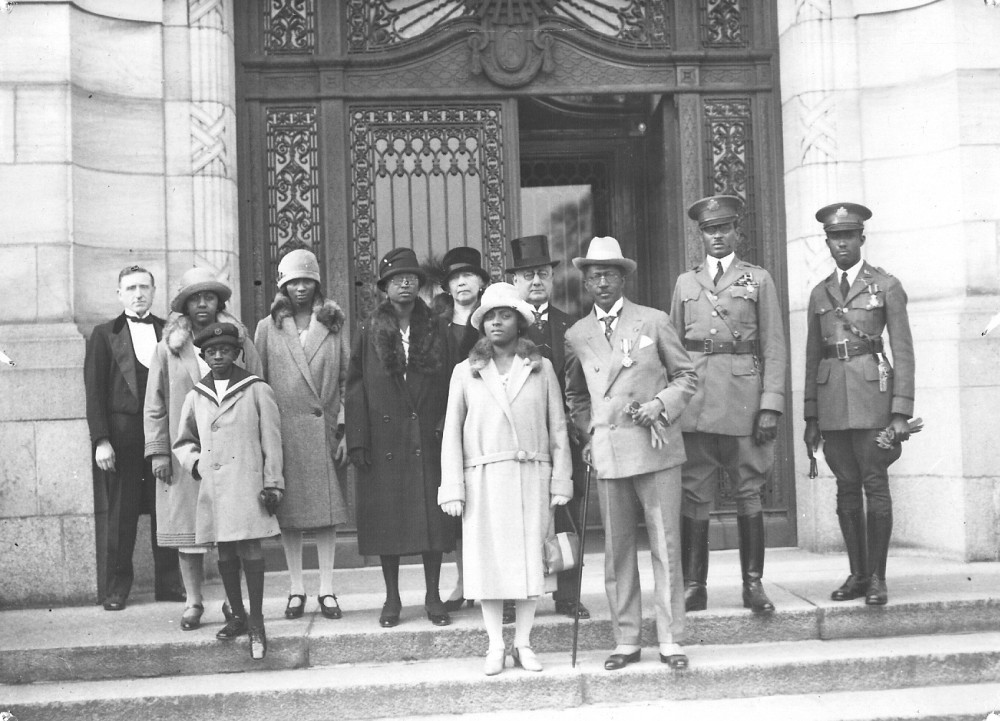
Charles D. B. King, du Liberia (1920-1930), avec son entourage sur les marches du palais de la Paix à La Haye (Pays-Bas), 1927.

La victoire de King à l'élection présidentielle de 1927 a été sévèrement contestée par Thomas J. R. Faulkner. Selon une déclaration officielle, King a reçu 234 000 votes, alors que le Liberia n'avait que 15 000 électeurs inscrits à l'époque sur les listes électorales. King sera répertorié dans le Livre Guinness des records comme le candidat ayant remporté le scrutin le plus frauduleux de l'histoire connue,,.

### Le scandale du travail forcé
Après avoir perdu l'élection présidentielle de 1927 face à King, Thomas Faulkner a accusé de nombreux membres du gouvernement du parti True Whig de recrutement et de vente de contrat de travail d'esclaves. Malgré les démentis fermes du Liberia et son refus de coopérer, la Société des Nations a créé une commission sous la direction du juriste britannique Cuthbert Christy pour déterminer l'ampleur du travail forcé et de l'esclavage encore pratiqué par le Liberia. Le président américain Herbert Hoover a brièvement suspendu les relations avec Monrovia le temps du contrôle.
En 1930, la Société des Nations a publié le rapport du comité, surnommé le Rapport Christy d'après le président de la commission. Le rapport a soutenu un grand nombre des allégations de T.J.R. Faulkner et impliqué de nombreux responsables gouvernementaux, y compris le vice-président Allen Yancy. Il a été constaté que le travail forcé a été utilisé pour la construction de certains ouvrages publics tels que les routes du pays. Et certaines tribus ont fait pratiquer la servitude domestique pouvant être considérée comme de l'esclavage.
Le rapport a constaté :

« 

- Dans le but de supprimer l'indigène, l'empêcher de réaliser ses pouvoirs et ses limites et de l'empêcher de se faire valoir de quelque façon que ce soit, pour le bénéfice de la race dominante et de la colonisation, bien qu'à l'origine de la même souche africaine, une politique de brutalité, d'intimidation et de répression a pendant des années été systématiquement encouragée et favorisée, et est le mot clé de la politique indigène de ce gouvernement ;
- le vice-président Yancy (du Liberia) et d'autres hauts fonctionnaires du gouvernement libérien, ainsi que les surintendants de comté et les commissaires de district, ont mis en place des sanctions mettant en place un recrutement obligatoire de travailleurs pour la construction de routes, pour l'expédition à l'étranger et d'autres travaux, grâce à l'aide et à l'assistance des Forces armées du Liberia, et ont fermé les yeux sur l'utilisation de cette force à des fins de contrainte physique sur le bord de la construction des routes pour l'intimidation des villageois, l'humiliation des chefs locaux, poussant à la capture d'indigènes gardés jusqu'au lancement de l'expédition à Fernando Po et Sao Tomé. »

Par la suite, King et le vice-président Yancy, ainsi que d'autres dirigeants impliqués, ont démissionné.

### Famille
Sa petite fille Olubanke King-Akerele a été ministre.